# تلمبه جمشید سلیمانی‌پور
تلمبه جمشید سلیمانی پور، روستایی در دهستان نجف‌آباد از توابع بخش مرکزی شهرستان سیرجان در استان کرمان است.